# Мандри (сингл)
Мандри — сингл гурту Мандри. На диску, крім аудіотреків, є інформація про групу мандри у мультимедійному форматі. Медіадизайн — Андрій Ганін.

## Композиції
1. Романсеро про Ніжну Королеву
2. Гоголя
3. Старий Шинок

## Музиканти
- Фома - гітара, вокал
- Леонід Бєлєй - акордеон
- Сергій Чегодаєв - бас-гітара
- Салман Салманов Мамед Огли - перкусія
- Андрій Занько - барабани